# Kohala Nord
 (février 2023).
Si vous disposez d'ouvrages ou d'articles de référence ou si vous connaissez des sites web de qualité traitant du thème abordé ici, merci de compléter l'article en donnant les références utiles à sa vérifiabilité et en les liant à la section « Notes et références ».
Pour les articles homonymes, voir Kohala.
Kohala Nord, en anglais North Kohala, est un district du comté d'Hawaï, sur l'île du même nom, aux États-Unis. Plus petit des neuf districts, il couvre le flanc nord du Kohala, l'un des cinq grands volcans de l'île.